# Jonathan Ive
Jonathan Ive sinh năm 1967 ở Luân Đôn, là Senior Vice President (phó giám đốc cấp cao) trong khâu thiết kế sản phẩm công nghiệp của công ty máy tính Apple. Ive đã lãnh đạo đội ngũ thiết kế ra máy iMac, chiếc máy giúp cho công ty Apple rất nhiều trong giai đoạn khó khăn của công ty và iPod, chiếc máy nghe nhạc giúp Apple thống trị thị trường máy nghe nhạc trên thế giới cũng như lĩnh vực kinh doanh nhạc trực tuyến. Ive có vợ là một nhà sử học và là cha một cặp song sinh.

## Tiểu sử
Ive sinh ra và lớn lên ở Chingford, một ngôi làng ở phía Đông Bắc London, Anh. Chính người cha làm nghề thủ công tài hoa đã truyền tải niềm đam mê thiết kế cho ông. Thời ấu thơ của Ive trôi qua bên người cha tại xưởng thiết kế và hầu hết những món đồ chơi của ông đều được cả hai cùng làm bằng tay. Tuy nhiên, cha của Ive luôn yêu cầu con mình phải phác thảo ra giấy mọi thứ sẽ làm và thói quen này đã ảnh hưởng lên phong cách thiết kế đặc trưng của Jony Ive. Tất cả những thiết kế đột phá của ông tại Apple như iMac, iPhone, iPad... đều được Ive phác thảo ra giấy từ chính đôi tay hào hoa của mình.
Theo học ngành thiết kế nông nghiệp tại Đại Học Tổng Hợp Newcastle, nay là Đại học Northumbria.
Ở tuổi 20, Ive đã từng thiết kế một chiếc tai nghe và một chiếc khuyên tai (làm tự nhựa) để hỗ trợ giao tiếp cho những trẻ khiếm thính. Ông cũng đạt giải thưởng của Hiệp hội nghệ thuật hoàng gia Anh nhờ thiết kế máy ATM.
Bắt đầu công việc thiết kế tại công ty khởi nghiệp Tangerine năm 1989, sản phẩm đầu tay ở công ty là một mẫu thiết kế toilet tuy nhiên lại bị khách hàng từ chối vì "quá đắt" để sản xuất.
Gia nhập Apple vào năm 1992 và chỉ mất 4 năm để đứng đầu bộ phận thiết kế.
Mặc dù là người đứng đầu bộ phận thiết kế tại Apple, nhưng thực tế vai trò của Jony Ive không được quan trọng như chức vụ này. Trước khi Steve Jobs quay lại Apple năm 1997, Apple là công ty chỉ quan tâm tới lợi nhuận và cố gắng tối đa hóa số tiền kiếm được. Cảm thấy tài năng của mình bị lãng phí, Ive đã từng chuẩn bị đơn xin nghỉ việc tại Apple vào năm 1997.
Năm 2001, Ive đã thiết kế ra iPod - một trong những sản phẩm quan trọng nhất trong sự nghiệp thiết kế của mình. Tại thời điểm đó, iPod là một thiết bị hoàn toàn mới của Apple - giống như chiếc Apple Watch vừa ra mắt gần đây. Cùng với iTunes, iPod không chỉ giúp thay đổi nền công nghiệp âm nhạc mà còn là dấu ấn quan trọng đối với thị trường tiêu dùng điện tử. Trang công nghệ Mashable từng nói rằng: “iPod đã mở ra kỉ nguyên mới cho các thiết bị điện tử cầm tay".
Năm 2007, Jony Ive cùng Steve Jobs đã ra mắt thế hệ iPhone đầu tiên - thiết bị thay đổi vĩnh viễn ngành công nghệ của thế giới. iPhone đầu tiên được Ive thiết kế với mục đích hướng đến người tiêu dùng hơn là những doanh nhân - đi ngược với những nhà sản xuất khác thời điểm đó. Cùng với nền tảng iOS, chiếc smartphone này đã mở ra kỷ nguyên mới của Apple khi trở thành công ty có giá trị nhất trên thế giới.
Sau smartphone, vị thần sáng tạo này cũng là người chịu trách nhiệm thiết kế dòng sản phẩm iPad của Apple. Mặc dù iPad không phải là chiếc máy tính bảng đầu tiên nhưng nó lại là sản phẩm đưa tablet lên một tầm cao mới. Ive bắt đầu phát triển iPad bằng việc thiết kế 20 nguyên mẫu với các kích cỡ cùng độ phân giải màn hình khác nhau. Tất cả đều được đặt chung tại một chiếc bàn trong studio của Ive để ông và Jobs cùng thử nghiệm.
Đến năm 2012 (thời hậu Steve Jobs), Ive đã được giao cho nhiều trọng trách hơn tại Apple khi trở thành người đứng đầu bộ phận giao diện cá nhân của công ty, chịu trách nhiệm mảng thiết kế phần mềm lẫn phần cứng. Động thái này diễn ra sau khi Scott Forstall bị Apple cho nghỉ việc.
Sau khi tiếp quản vị trí mới, Ive đã thiết kế lại hoàn toàn UI (giao diện người dùng) cũng như UX (trải nghiệm người dùng) của iPhone lẫn iPad bằng bản cập nhật iOS 7. Đáng chú ý là việc từ bỏ phong cách thiết kế mô phỏng mang tính biểu tượng của iOS 6 và thay vào đó là một giao diện phẳng hoàn toàn mới lạ. Ban đầu giao diện mới này bị “ném đá” kịch liệt nhưng chỉ sau một thời gian ngắn, giao diện phẳng đã nhanh chóng trở thành quy chuẩn mới trong ngành thiết kế. Jony Ive một lần nữa khẳng định tài năng của mình.
Phong cách thiết kế khác biệt mà mà Ive tạo ra không chỉ giới hạn tại Apple mà có sự ảnh hưởng trên toàn thế giới. Khác với nhiều nhà thiết kế, Ive dành sự quan tâm đặc biệt đến từng chi tiết nhỏ bé của sản phẩm. Ông luôn theo đuổi triết lý: “đơn giản nhưng tốt hơn” từ thần tượng của mình: Dieter Rams - nhà thiết kế công nghiệp người Đức.

## Công việc tại Apple
Từ lúc Steve Jobs trở lại Apple năm 1997, Ive đã lãnh đạo đội ngũ thiết kế tạo nên đa số sản phẩm của Apple ngày nay. Ive đã cùng đội ngũ thiết kế máy vi tính iMac, máy tính xách tay iBook gốc, và máy PowerMac G3 (trắng và xanh), máy PowerMac G4 Cube, máy PowerBook G4 với chất liệu nhôm, máy eMac, máy Mac Mini, máy chủ Xserve và Xserve RAID cũng như dòng máy nghe nhạc iPod, thiết bị kết nối không dây Apple AirPort và màn hình Apple Cinema Display. Đội ngũ của Ive cũng đã hợp tác với hãng loa Harman Kardon để làm một số phụ kiện cho máy Mac.